# Chorispora tashkorganica
Chorispora tashkorganica là một loài thực vật có hoa trong họ Cải. Loài này được Al-Shehbaz & al. mô tả khoa học đầu tiên năm 2000.